# سنگ‌چشم جنگلی معمولی
سنگ‌چشم جنگلی معمولی (نام علمی: Tephrodornis pondicerianus) گونه‌ای از پرندگان است که در آسیا یافت می‌شود. در حال حاضر معمولاً عضوی از تیرهٔ وانگایان (Vangidae) در نظر گرفته می‌شود. کوچک و قهوه‌ای خاکستری با لکه‌های تیره گونه و ابروی پهن سفید است. در سراسر آسیا عمدتاً در جنگل‌های نازک و زیستگاه‌های بوته‌ای یافت می‌شود که در آنجا حشرات را شکار می‌کنند و اغلب به دیگر پرندگان حشره‌خوار می‌پیوندند. شکلی که در سریلانکا یافت می‌شود و به عنوان یک زیرگونه در نظر گرفته می‌شود، اکنون معمولاً یک گونه جداگانه به سنگ‌چشم جنگلی سری‌لانکایی در نظر گرفته می‌شود.